# Mosquée en bois de Nishapur

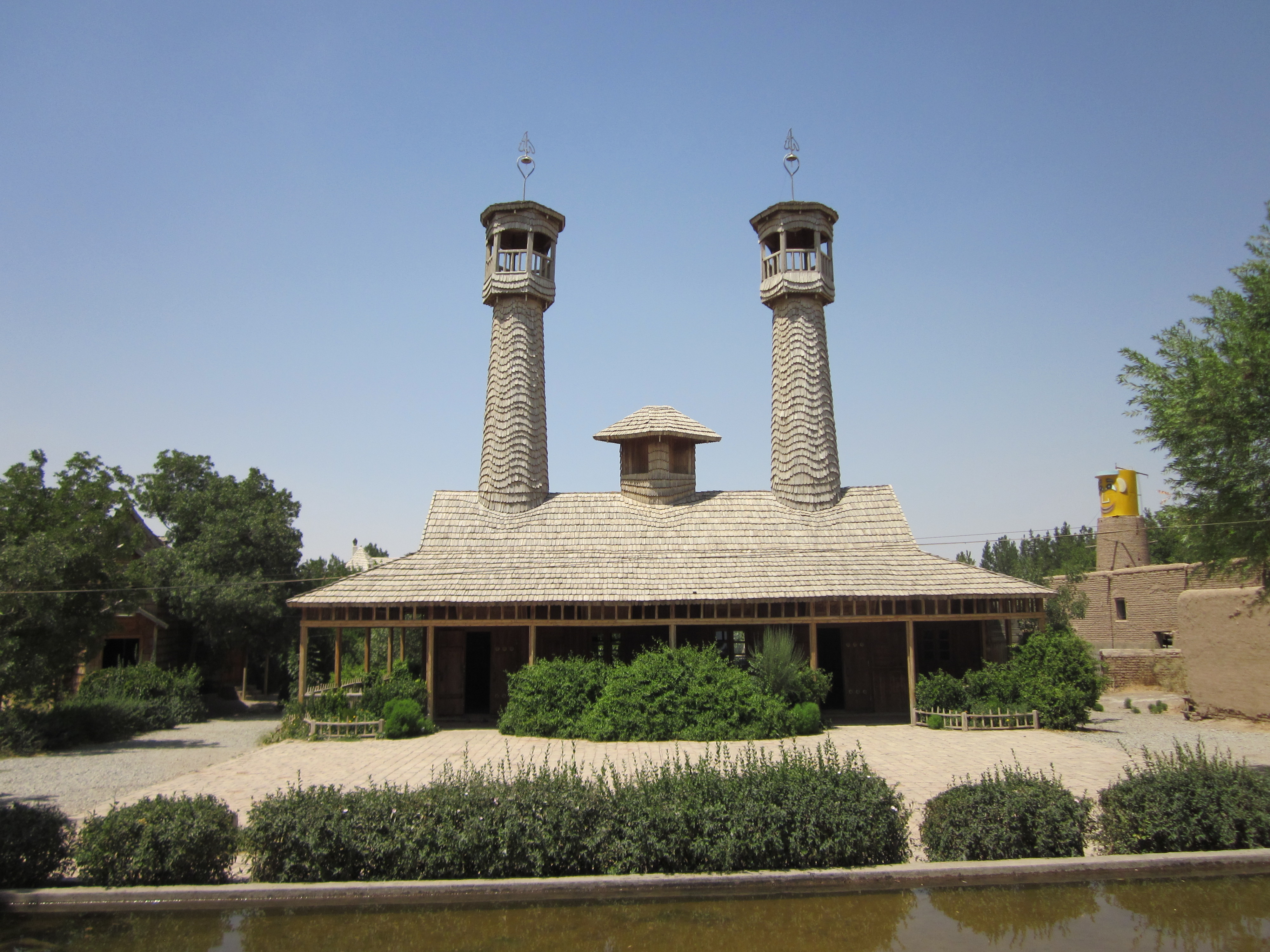
Mosquée en bois de Nishapur (Iran)

La mosquée en bois de Nishapur (persan : مسجد چوبی) est une mosquée située en Iran, à 17 km au sud-est de la ville de Nishapur, dans la province de Khorassan-e Razavi. Elle a été construite entièrement en bois et est entourée d'un jardin dans lequel d'autres bâtiments en bois servant au commerce de détail et à l'habitation existent également.

## Histoire
L'architecte Hamid Mujtaba, après avoir terminé ses études de génie civile aux États-Unis, est revenu en Iran et a construit plusieurs bâtiments en bois dans le village de Nishapur, dont cette mosquée.  Il existait une mosquée ancienne à l'endroit où la nouvelle a été construite, mais elle était tout à fait délabrée. Son emplacement a été déblayé pour laisser la place au nouvel édifice. La réalisation de ce dernier a été terminée en l'an 2000.

## Architecture
Les principaux risques auquel l'architecte devait faire face étaient les secousses sismiques fréquentes et de magnitude élevée dans la région, et, d'autre part, la présence de termites qui s'attaquent au bois, matériel choisi pour la construction. L'architecte a réussi à protéger la mosquée contre ces deux dangers particuliers. Il s'agit, en Iran, de la première mosquée en bois résistant aux tremblements de terre jusqu'à une magnitude de 8 .   
Le bâtiment a une surface au sol de 200 m2. Il est surmonté d'un toit à pignons. Deux minarets de 13 m de hauteur pèsant environ 4 tonnes  sont posés et reliés à la toiture. Le sommet des minarets est accessible par une échelle intérieure. A leur base est installée une vanne qui permet ventiler la pièce de la mosquée en été.  
L'ensemble de la toiture a la forme d'une quille de bateau renversée. 
La construction de la mosquée a duré deux années et a nécessité l'emploi de 40 tonnes de bois.
L'infrastructure de la construction est conçu sous forme de toile d'araignée, de manière à transférer les poids de manière uniforme par les murs latéraux vers le sol qui est, quant à lui, réalisé en brique. Une double paroi posée sur les plafonds et les murs cache le squelette de l'édifice. 
La mosquée et les édifices en bois qui l'entourent attirent les touristes par leur particularités. 
La structure et la décoration sont réalisés en diverses espèces de bois: pin, cèdre, cerisier, poirier.
Sur les murs quelques belles inscriptions de versets du Coran sont réalisées en bois de noyer.  
,.

## Galerie

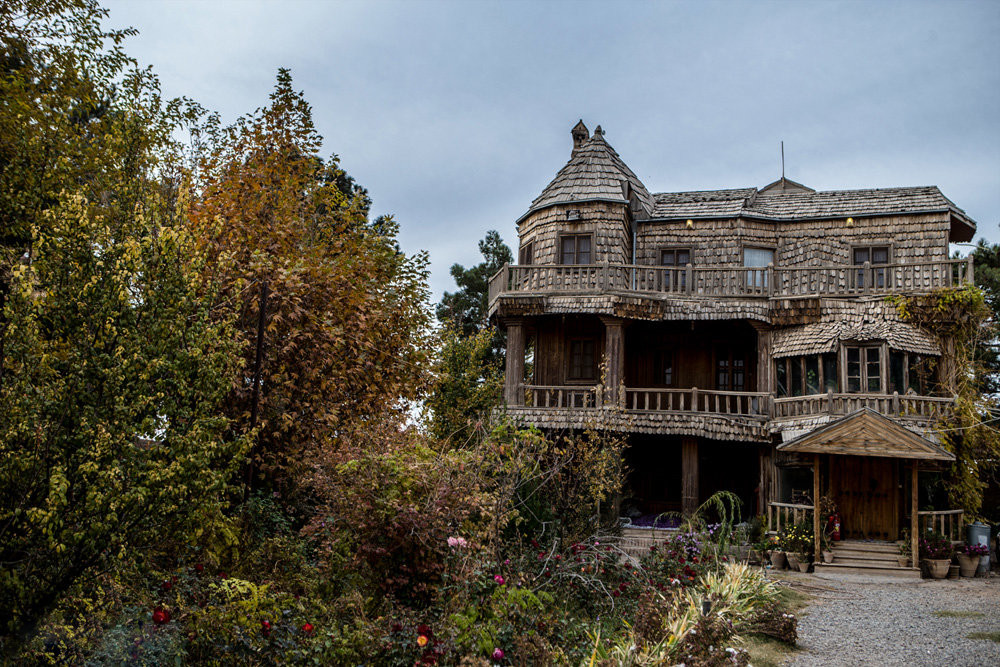
autres bâtiments en bois dans le village

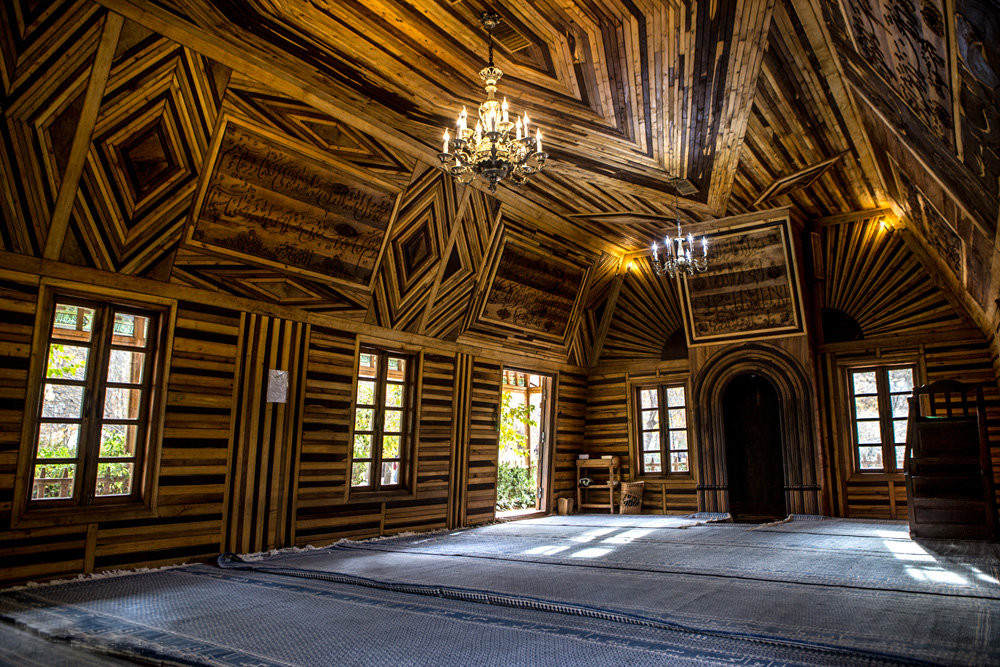
L'intérieur de la mosquée

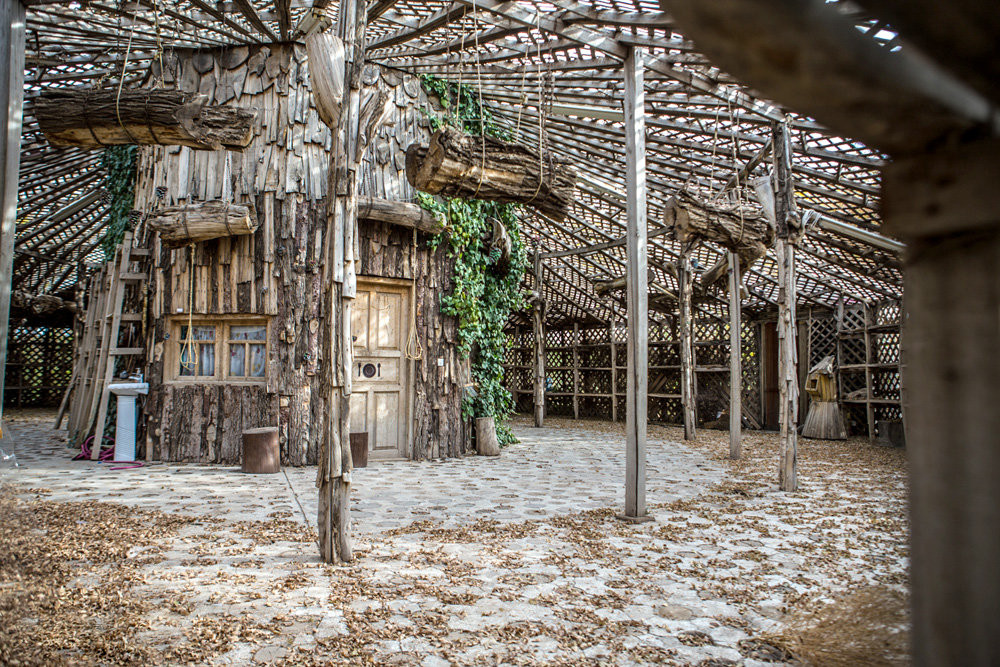
autres bâtiments